# Iure uxoris
Iure uxoris (łac. „z prawa żony”) – termin używany w sytuacji, gdy małżonek królowej, księżnej, hrabiny itp. otrzymywał (tron i) władzę danego terytorium z faktu bycia mężem dziedziczki korony. Prawo do tronu tracił zwykle po śmierci żony. Szlachcic panujący iure uxoris był oficjalnie władcą równoprawnym ze swoją małżonką i przysługiwała mu równoważna pozycja w terytorium. Pozycja małżonki w okresie średniowiecza była faktycznie ograniczona. Władzę polityczną skupiał w swym ręku małżonek. Uważano bowiem, że kobieta nie powinna sama sprawować władzy, toteż w razie śmierci męża szukano dla owej panującej wdowy nowego małżonka. Od końca średniowiecza role zaczęły się zmieniać. Dla zabezpieczenia terytorium ograniczono pozycję i wpływy męża panującej kobiety (patrz: książę małżonek).

## Władcyiure uxoris

### Anglia
- Maria I Tudor od 1553 r. królowa Anglii współpanowała ze swym mężem, królem Hiszpanii Filipem II, od 25 lipca 1554 do swej śmierci 17 listopada 1558 r. Realna władza w praktyce należała jednak do niej[potrzebny przypis].
- Maria II Stuart współpanowała z mężem Wilhelmem Orańskim (Stadhouderem Niderlandów) od 13 lutego 1689 do swej śmierci 28 grudnia 1694 r. W 1689 roku parlament ofiarował koronę Marii. Wilhelm miał być u jej boku jedynie księciem małżonkiem, ale zażądał tytułu królewskiego. Parlament wyraził zgodę, pod warunkiem że Wilhelm będzie królem tylko na czas życia Marii (później korona miała przypaść, w przypadku bezpotomnej śmierci królowej, jej siostrze Annie) – jednak orański książę chciał być królem nawet po śmierci żony. W toku debat zaproponowano nawet, aby nie nadawać Wilhelmowi żadnego tytułu, lecz na to nie chciała zgodzić się Maria. Ostatecznie parlament zaproponował koronę obojgu małżonkom.

### Królestwo Jerozolimskie
W Królestwie Jerozolimskim wielu monarchów uzyskiwało tron na skutek poślubienia królowej:
- Melisandra i Fulko Andegaweński w latach 1131–1143
- Sybilla i Gwidon de Lusignan w latach 1186–1192
- Izabela – trzech jej mężów było władcami z racji małżeństwa z nią
  - Konrad z Montferratu panował w 1192 roku[a].
  - Henryk z Szampanii, król w latach 1192–1197
  - Amalryk z Lusignan, król w latach 1197–1205. Amalryk zmarł w wyniku zarazy na krótko przed Izabelą.
- Maria z Montferratu i Jan z Brienne w latach 1210–1212.
- Jolanta Jerozolimska i Fryderyk II Hohenstauf w latach 1225–1228.

### Księstwo Akwitanii
- Eleonora Akwitańska oraz:
  - Ludwik VII Młody (król Francji) w latach 1137–1152
  - Henryk II Plantagenet (król Anglii) w latach 1152–1189

### Królestwo Kastylii
- Izabela Kastylijska i Ferdynand Aragoński w latach 1475–1504
- Joanna Szalona i Filip I Piękny w latach 1504–1506

### Królestwo Nawarry
- Joanna I i Filip I (IV) Piękny 1284–1305
- Joanna II i Filip III w latach 1328–1343
- Blanka I z Nawarry i Jan II Aragoński w latach 1425–1479
- Katarzyna z Nawarry i Jan III w latach 1483–1518
- Joanna III i Antoni de Burbon-Vendôme w latach 1555–1562

### Królestwo Sycylii
- Konstancja Sycylijska i Henryk VI Hohenstauf w latach 1194–1197

### Królestwo Polski
- Jadwiga Andegaweńska – od 1384 król Polski[b] – panowała wspólnie ze swym mężem królem Polski i wielkim księciem litewskim Władysławem II Jagiełłą od 4 marca 1386 (koronacja Władysława II) do 17 lipca 1399 (śmierć Jadwigi). Po śmierci żony Jagiełło pozostał na tronie.
- Anna Jagiellonka – wybrana w 1575 na króla Polski przez szlachtę sprzeciwiającą się nielegalnemu (bez zgody pola elekcyjnego) wyborowi Maksymiliana II Habsburga, jednocześnie z wyborem Anny podjęto decyzję o „przydaniu jej za małżonka” Stefana Batorego, który w ten sposób został królem iure uxoris; po śmierci Stefana Batorego (1586) Anna Jagiellonka nie wyraziła woli samodzielnego sprawowania rządów, dokonano więc elekcji jej siostrzeńca Zygmunta III Wazy, którego kandydaturę Anna zgłaszała i wspierała.

### Królestwo Węgier (i Chorwacji)
- Maria Andegaweńska i Zygmunt Luksemburski w latach 1382–1395; po śmierci żony Zygmunt pozostał na tronie.

### Hrabstwo Tyrolu
- Małgorzata Maultasch oraz:
  - Jan Henryk Luksemburski w latach 1335–1341
  - Ludwik Bawarski w latach 1341–1361

## Terminy pokrewne
- suo iure („z własnych praw”) – oznacza własne tytuły, dobra danej kobiety w przeciwieństwie do tytułów, dóbr męża. Przykładowo Eleonora Akwitańska była królową Anglii (jako małżonka Henryka II) i księżną Akwitanii suo iure. Termin można odnieść do tytułów samodzielnie panujących władczyń.
- iure matris („z praw matki”) – oznacza prawo do tytułu (sprawowania władzy, tronu) odziedziczone po kądzieli. Matka posiadacza takich praw była samodzielnie panującą władczynią, czyli posiadaczką dóbr, praw. Przykładem Ryszard Lwie Serce, trzeci syn Eleonory Akwitańskiej jako dziedzic jej dóbr w Akwitanii.